# Stuart MacBride

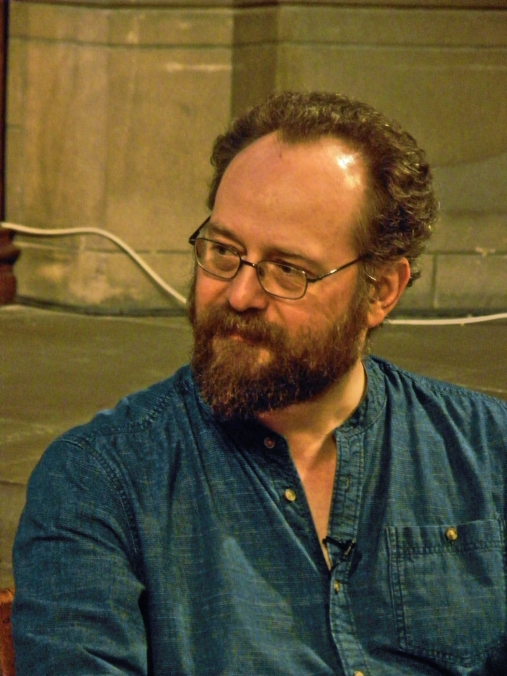
Stuart MacBride (2019)

Stuart MacBride (* 27. Februar 1969 in Dumbarton, Schottland) ist ein schottischer Krimischriftsteller. Bekannt geworden ist er durch seine Reihe mit Logan McRae als Hauptfigur, bislang (Herbst 2020) sind elf Bücher der Reihe in deutscher Sprache erschienen.
MacBrides Werke werden dem „Tartan Noir“ („schwarzer Tartan“) zugeordnet. Dabei handelt es sich um ein Stilrichtung von schottischen Kriminalromanen, die sich durch eine besonders düstere Stimmung und zynische Haltung auszeichnen. Die Hauptfiguren der Romane werden meist als Antihelden charakterisiert, wie auch MacBrides Figur Logan McRae.

## Leben
MacBride wuchs in Aberdeen auf und studierte an der Universität Edinburgh.
Er ist verheiratet und lebt heute ländlich nördlich von Aberdeen.

## Werke

### Logan McRae-Reihe
- 2005: Die dunklen Wasser von Aberdeen (Cold Granite, Goldmann, München 2006, ISBN 978-3-442-46165-3)
- 2006: Die Stunde des Mörders (Dying Light, Goldmann, München 2007, ISBN 978-3-442-46262-9)
- 2007: Der erste Tropfen Blut (Broken Skin, Goldmann, München 2008, ISBN 978-3-442-46574-3)
- 2008: Blut und Knochen (Flesh House,  Goldmann, München 2009, ISBN 978-3-442-47029-7)
- 2009: Blinde Zeugen (Blind Eye, Manhattan, München 2010, ISBN 978-3-442-54683-1)
- 2010: Dunkles Blut (Dark Blood, Manhattan, München 2011, ISBN 978-3-442-54689-3)
- 2011: Knochensplitter (Shatter the Bones, Manhattan, München 2012, ISBN 978-3-442-54699-2)
- 2013: Das Knochenband (Close to the Bone, Manhattan, München 2014, ISBN 978-3-442-48194-1)
- 2014: In Blut verbunden (The Missing and the Dead, München 2016, ISBN 978-3-442-48336-5)
- 2016: Totenkalt (In the Cold Dark Ground, Goldmann, München 2017, ISBN 978-3-442-48566-6)
- 2018: Totengedenken (The Blood Road, Goldmann, München 2020, ISBN 978-3-442-48946-6)
- 2019: Die dunkle Spur des Blutes (All that's dead, Goldmann, München 2022, ISBN 978-3-442-49299-2)
- 2025: This House of Burning Bones (englisch, Macmillan Publishers, ISBN 978-1-035-06488-5)

#### Ableger
Zur Logan McRae-Reihe existieren einige Ableger, die in unregelmäßigen Abständen veröffentlicht wurden.
- 2012: Mit tödlicher Absicht (Partners in Crime, Goldmann München 2014, E-Book, ISBN 978-3-641-13465-5) – McRae & Steel
- 2014: The 45% Hangover (Harpercollins Publishers 2015, englisch, ISBN 978-0-008-12826-5) – McRae & Steel
- 2015: 22 Dead Little Bodies (Harpercollins Publishers 2015, englisch, ISBN 978-0-008-14176-9) – McRae & Steel
- 2017: Eine Frage der Sühne (Now we are dead, Goldmann Verlag München 2019, ISBN 978-3-442-48826-1) – Roberta Steel

### Oldcastle-Reihe
Die Oldcastle-Reihe spielt in der fiktiven schottischen Stadt Oldcastle. Den Anfang der Reihe machten zwei Romane mit Detective Ash Henderson, Personen aus diesen Romanen tauchen auch in weiteren Büchern der Oldcastle-Reihe auf.
- 2012: Das dreizehnte Opfer (Birthdays For The Dead, Goldmann Verlag, München 2013, ISBN 978-3-442-47969-6) – DC Ash Henderson
- 2014: Die Stimme der Toten (A Song For The Dying, Goldmann Verlag, München 2015, ISBN 978-3-442-48289-4) – DC Ash Henderson
- 2018: Der Totenmacher (A Dark So Deadly, Goldmann Verlag München 2018, ISBN 978-344-2-48567-3) – DC Callum MacGregor
- 2021: Der Garten des Sargmachers (The Coffinmaker's Garden, Goldmann Verlag, München 2021, ISBN 978-3-442-49233-6) – DC Ash Henderson
- 2023: Das Blut der Opfer (No Less The Devil, Goldmann Verlag München 2023, ISBN 978-3-442-49407-1) – DS Lucy McVeigh
- 2023: Ein kalter Tod (The Dead of Winter, Goldmann Verlag, München 2024, ISBN 978-3-442-49491-0) – DC Edward Reekie
- 2024: In a Place of Darkness (englisch, 2024, ISBN 978-1-78763-494-7) – DC Angus MacVicar

### Weitere Werke
- 2008: Sawbones (Barrington Stoke, ISBN 978-1-842-99529-7)
- 2009: Halfhead (Harper Collins Publ. UK, ISBN 978-000-7-34926-5)
- 2011: Zwölf tödliche Gaben: Zwölf kurze Weihnachtskrimis (Twelve Days of Winter: Crime at Christmas, Goldmann München 2016, ISBN 978-3-442-48047-0)

## Auszeichnungen
- 2006 Barry Award/Bester Erstlingsroman für Die dunklen Wasser von Aberdeen (Cold Granite)
- 2007 Dagger in the Library der britischen Crime Writers’ Association
- 2008 ITV3-Award als „breakthrough autor“ für Der erste Tropfen Blut (Broken Skin)[2]

## Belege
1. ↑  Lang-Interview mit Stuart MacBride, Crimemag vom 17. Januar 2015, abgerufen am 17. Januar 2015.
2. ↑  Rankin and P.D. James pick up ITV3 awards auf thebookseller.com, abgerufen am 15. Juli 2019

| Personendaten    | Personendaten                    |
| ---------------- | -------------------------------- |
| NAME             | MacBride, Stuart                 |
| KURZBESCHREIBUNG | schottischer Krimischriftsteller |
| GEBURTSDATUM     | 27. Februar 1969                 |
| GEBURTSORT       | Dumbarton, Schottland            |